# 25e armée (Japon)
Pour les articles homonymes, voir 25e armée.
La 25e armée (第25軍, Dai-ni-jū-go gun) est une unité de l'armée impériale japonaise basée en Malaisie et à Singapour durant la Seconde Guerre mondiale.

## Histoire
La 25e armée est créée le 5 juillet 1941 et placée sous le contrôle du quartier-général impérial. Elle est transférée dans la 7e armée régionale du groupe d'armées expéditionnaire japonais du Sud le 6 novembre 1941.
La campagne de Malaisie commence quand la 25e armée débarque au nord de la Malaisie britannique le 8 décembre 1941 à Kota Bharu et avance vers le sud en suivant la côte de la péninsule malaise. L'invasion japonaise de la Thaïlande se déroule au même moment avec des débarquements à Pattani et Songkhla où les unités se dirigent également vers le sud et traversent la frontière entre la Malaisie et la Thaïlande pour attaquer l'ouest de la Malaisie.
Les Japonais rencontrent une résistance de la part du III Corps de l'armée indienne britannique et de plusieurs bataillons de l'armée britannique. Ils isolent rapidement les unités indiennes qui défendent la côte avant de concentrer leurs forces sur l'encerclement des défenseurs et les forcer à se rendre.
Les forces japonaises ont un léger avantage numérique terrestre au nord de la Malaisie mais sont largement supérieures en appui aérien rapproché, blindés, coordination, tactiques et expériences, les unités japonaises combattant déjà dans la seconde guerre sino-japonaise depuis plusieurs années. Les Japonais utilisent de l'infanterie cycliste et des chars légers, ce qui leur permet de se déplacer rapidement sur un territoire couvert d'une forêt tropicale impénétrable.
Après la bataille de Jitra qui voit la défaite des troupes britanniques et indiennes, les forces japonaises soutenues par des chars avancent vers le sud depuis la Thaïlande le 11 décembre, submergeant les défenses britanniques.
La ville de Penang est bombardée quotidiennement par les Japonais à partir du 8 décembre, puis abandonnée le 17 décembre. Les armes, les bateaux, le matériel et la station de radio sont laissés derrière dans la précipitation. L'évacuation des Européens de Penang, les habitants locaux étant laissés à la merci des Japonais, est un sujet de grand embarras pour les Britanniques qui s'aliènent ainsi la population locale.
Kuala Lumpur est capturée sans résistance le 11 janvier 1942. La 11e division indienne réussit à ralentir l'avancée japonaise à la bataille de Kampar pendant plusieurs jours, mais elle est suivie par la désastreuse bataille de Slim River durant laquelle deux brigades indiennes sont pratiquement annihilées.

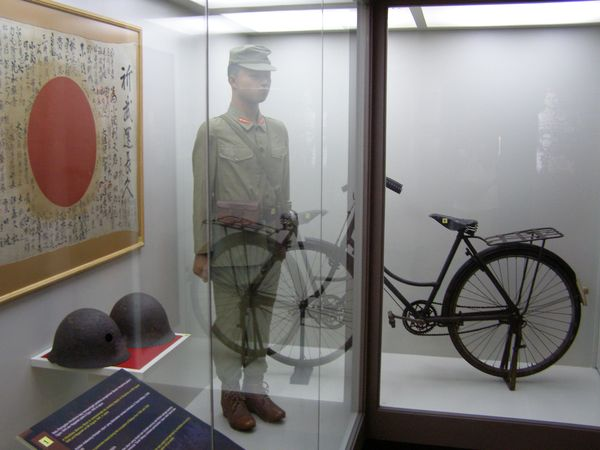
Un uniforme de soldat japonais et une bicyclette utilisée exposés au musée national d'histoire de Malaisie.

À la mi-janvier, les Japonais atteignent Johore où, le 14 janvier, ils affrontent les troupes de la 8e division australienne, commandées par le major-général Henry Gordon Bennett, pour la première fois de la campagne. Durant le combat, les Japonais connaissent leur premier grand revers tactique, en raison de la résistance obstinée des Australiens à Gemas (en). La bataille, concentrée autour du pont de Gemensah, est coûteuse pour les Japonais qui perdent plus de 600 hommes ainsi que le pont lui-même qui est détruit durant les combats mais qui est réparé en six heures.
Alors que les Japonais tentent de flanquer les Australiens sur leur aile ouest, l'une des plus sanglantes batailles de la campagne commence le 15 janvier sur la côte ouest de la péninsule près du fleuve Muar (en). Bennett attribue la défense de la rive sud à la faible 45e brigade indienne (une nouvelle formation dont l'entraînement n'est pas achevé) mais cette unité est flanquée par les Japonais qui débarquent de la mer et la brigade entière est détruite avec son commandant, Herbert Cecil Duncan (en), et ses trois commandants de bataillons qui sont tués.
Le 20 janvier, d'autres débarquements japonais ont lieu à Endau (en) en dépit d'une attaque aérienne de bombardiers Vildebeest. L'ultime ligne défensive des Britanniques, établie à Johore sur l'axe Batu Pahat–Kluang–Mersing, est alors attaquée sur toute sa longueur.
Le 27 janvier 1942, Arthur Ernest Percival reçoit la permission du chef du commandement américano-britannico-australo-néerlandais, le général Archibald Wavell, d'ordonner la retraite sur l'île de Singapour.
Après la capture de la Malaisie et de Singapour, la 25e armée sert principalement de force de garnison des territoires occupés. En 1945, à la vue de la situation militaire dramatique du Japon, la 25e armée passe sous le contrôle de la 7e armée régionale, et son quartier-général est transféré à Bukittinggi dans les hauteurs du centre de Sumatra qui est tenu jusqu'à la reddition du Japon le 15 août 1945.

## Commandement

### Commandants
|   | Nom                                   | De               | À                |
| - | ------------------------------------- | ---------------- | ---------------- |
| 1 | Lieutenant-général Shōjirō Iida       | 28 juin 1941     | 6 novembre 1941  |
| 2 | Lieutenant-général Tomoyuki Yamashita | 6 novembre 1941  | 1er juillet 1942 |
| 3 | Lieutenant-général Yaheita Saito (ja) | 1er juillet 1942 | 8 avril 1943     |
| 4 | Lieutenant-général Moritake Tanabe    | 8 avril 1943     | 15 août 1945     |

### Chef d'État-major
|   | Nom                                    | De              | À               |
| - | -------------------------------------- | --------------- | --------------- |
| 1 | Lieutenant-général Haruki Isayama (ja) | 28 juin 1941    | 6 novembre 1941 |
| 2 | Général Sōsaku Suzuki                  | 6 novembre 1941 | 7 octobre 1942  |
| 3 | Lieutenant-général Yutaka Nichioeda    | 7 octobre 1942  | 14 octobre 1944 |
| 4 | Major-général Nakao Yahagi (ja)        | 14 octobre 1944 | septembre 1945  |